# Slikanje z magnetno resonanco
Slikanje z magnetno resonanco je tehnika, s katero lahko prostorsko odvisnost obnašanja atomskih jeder v magnetnem polju prikažemo kot dvodimenzionalno sliko. Uveljavila se je kot neinvazivna medicinska diagnostična tehnika, pa tudi kot metoda, s katero lahko v geologiji določamo prepustnost kamnin za ogljikovodike. Za slikanje z magnetno resonanco se pogosto uporablja kratica MRI, ki izhaja iz angleškega izraza Magnetic resonance imaging. Uporablja se tudi kratica MRT, ki prav tako izhaja iz angleškega izraza Magnetic Resonance Tomography. Za odkritje slikanja z jedrsko magnetno resonanco in izboljšavo postopka sta Paul Lauterbur in sir Peter Mansfield leta 2003 prejela Nobelovo nagrado za medicino in fiziologijo.

## Princip delovanja
Za slikanje uporabljamo jedrsko magnetno resonanco, torej pojav, da magnetni momenti atomskih jeder v zunanjem magnetnem polju precesirajo okrog smeri zunanjega magnetnega polja. Frekvenca precesije, znana tudi kot Larmorjeva frekvenca, je premo sorazmerna gostoti zunanjega magnetnega polja:
{\displaystyle \omega =\gamma B_{0}\!\,.}
Pri tem je γ giromagnetno razmerje, odvisno od vrste jeder. Paul Lauterbur je leta 1972 prišel na zamisel, kako pojav uporabiti za slikanje: z dodatno tuljavo poskrbimo, da se gostota magnetnega polja s krajem spreminja (rečemo tudi, da polju dodamo gradient G),
{\displaystyle B_{z}=B_{0}+Gx}
Tedaj je od kraja (koordinate x) linearno odvisna tudi precesijska frekvenca jeder:
{\displaystyle \nu (x)={\frac {1}{2\pi }}\gamma (B_{0}+Gx)}
Če jedra vzbujamo z izbrano frekvenco, bomo vzbudili in posledično dobili signal le od tistih jeder, ki ležijo na pravi oddaljenosti x. Tako bi lahko s postopnim spreminjanjem vzbujevalne frekvence prečesali celoten vzorec in ugotovili, kolikšen del signala izvira iz posameznega pasu vzorca. Tak postopek je načeloma izvedljiv, vendar dolgotrajen. Peter Mansfield je sredi sedemdesetih let 20. stoletja prišel na zamisel, kako postopek slikanja bistveno skrajšati: s signalom, v katerem so enakomerno zastopane vse frekvence, naenkrat vzbudimo ves vzorec. Jedra se seveda odzovejo s karakteristično frekvenco, odvisno od razdalje x, in kot odgovor v tuljavi detektiramo signal, sestavljen iz množice frekvenc. Iz tega signala lahko z matematičnim postopkom, imenovanim Fourierova transformacija, izračunamo, kolikšen delež signala pripada posamezni frekvenci, od tod pa tudi, koliko signala izvira iz katerega pasu. Fourierovo transformacijo se da hitro izvesti z računalnikom.
Z enim gradientom lahko razdelimo ravnino le na pasove. Da dobimo porazdelitev po ravnini, je treba postopek ponoviti še v drugih smereh: ravnino znova razrežemo na pasove, vendar v drugi smeri. Za vsako smer posnamemo signal spinskega odmeva in s Fourierovo transformacijo izračunamo porazdelitev signala v izbrani smeri.
Iz posnetih projekcij računalnik sestavi ravninsko porazdelitev signala - sliko rezine vzorca. Metodi pravimo rekonstrukcija iz projekcij. Pri posamezni projekciji vemo, iz katerega pasu izvira signal, ne pa tudi, iz katerega dela pasu. Zato vrednost pripišemo kar celotnemu pasu. Postopek ponovimo s signalom, posnetim v drugi smeri, in vrednosti prištejemo vrednostim, dobljenim v prvotni smeri. Postopek ponavljamo za vse smeri, v katerih smo izmerili projekcije. Pasovi posameznih projekcij se križajo, zato na mestih, ki predstavljajo dele vzorca z močnim signalom, vsota prispevkov naraste bolj kot drugod. Seštevanje projekcij se da hitro izvesti z računalnikom.